# Norkys Batista
Norkys Yelitza Batista Villarroel (sinh ngày 30 tháng 8 năm 1977) là một nữ diễn viên, người mẫu người Venezuela và từng là thí sinh của các cuộc thi sắc đẹp.

## Đầu đời
Norkys sinh ra tại Caracas, Venezuela với song thân là ông Luis Batista, giám đốc của một công ty và bà Migdalis Villarroel Batista, một bà nội trợ. Bà được nuôi dưỡng trong một khu phố có thu nhập thấp ở phía tây nam Caracas cùng với 8 anh chị em của bà.
Norkys trở nên nổi tiếng sau khi trở thành á hậu 1 trong cuộc thi Hoa hậu Venezuela 1999. Bà tiếp tục tham gia cuộc thi sắc đẹp và trở thành á hậu 1 trong cuộc thi Reinado Internacional del Café năm 2000, nơi bà được bình chọn là Gương mặt đẹp nhất và tiếp tục giành chiến thắng trong cuộc thi Hoa hậu Atlántico Internacional 2000 và Hoa hậu Latina Internacional 2000.

## Nghề nghiệp
Bà bắt đầu sự nghiệp bằng cách đóng quảng cáo truyền hình trong khi học Quản trị kinh doanh tại Universidad Nacional Experimental Simón Rodríguez. Trên truyền hình, bà tiếp tục làm việc với tư cách là người mẫu trong các chương trình RCTV như Gente de la Manaña, Atrevete a Soñar cũng như đồng dẫn chương trình La Tropa de Vacaciones trên cùng kênh RCTV.
Bà hiện đang tiếp tục lưu diễn ở Venezuela và các nước khác, tham gia Orgasmos cùng nam diễn viên Xavier Muñoz. Vào năm 2014, cô tung ra dòng sản phẩm đồ lót và đồ tắm.